# 5518 Mariobotta
Az 5518 Mariobotta (ideiglenes jelöléssel 1989 YF) a Naprendszer kisbolygóövében található aszteroida. J. M. Baur fedezte fel 1989. december 30-án.